# William Tennent
William Tennent (Mid Calder, Linlithgowshire, Escocia de 1673 - Municipio de Warminster, Pensilvania, Estados Unidos; 6 de mayo de 1746) fue uno de los primeros líderes religiosos y educadores escoceses estadounidenses en la Norteamérica británica.

## Primeros años
Se graduó de la Universidad de Edimburgo en 1695 y fue ordenado en la Iglesia de Irlanda en 1706. Emigró a las Trece Colonias en 1718, llegando a la colonia de Pensilvania en la insistencia del primo de su esposa, James Logan, un cuáquero escocés-irlandés y amigo cercano de William Penn. En 1726 fue llamado a un pastorado en la Iglesia Presbiteriana Neshaminy-Warwick en la actual Warminster, donde permaneció por el resto de su vida.

## The Log College
En 1727 estableció una escuela religiosa en una cabaña de troncos que se hizo famosa como Log College. Llenó a sus alumnos de celo evangélico, y algunos se convirtieron en predicadores avivadores en el Primer Gran Despertar. La influencia educativa del Log College fue de importancia ya que muchos de sus graduados fundaron escuelas a lo largo de la frontera. La Universidad de Princeton es considerada la sucesora del Log College. 
El nombre Log College tenía una connotación negativa en ese momento, ya que era un apodo burlón que los ministros educados en Europa le atribuían a la escuela. Reprendieron a Tennent por tratar de educar a los campesinos pobres considerados por algunos como inadecuados para el ministerio.
Al menos una escuela, William Tennent High School (ubicada cerca de la ubicación del Log College) lleva el nombre de Tennent. Además, hay una escuela secundaria Log College nombrada en honor al Log College original, aproximadamente .25 millas (0.40 km) de la ubicación del edificio original. Ambas son escuelas públicas dentro del Distrito Escolar Centennial en el condado de Bucks, Pensilvania, específicamente en el Municipio de Warminster.
Los hijos de Tennent, Gilbert (1703-1764) y William, Jr. también fueron destacados clérigos estadounidenses. El reverendo William Tennent, Jr. era el pastor presbiteriano de la congregación de Freehold, Nueva Jersey. Un nieto, también el reverendo William Tennent, fue conocido en la historia de la iglesia como William Tennent III. 

## Iglesia Old Tennent
El edificio actual de la Iglesia Old Tennent en Tennent, Nueva Jersey, terminado entre 1751 y 1753, fue nombrado en memoria de los pastores William Tennent y su hermano John Tennent.

## Muerte
Tennent murió en Warminster en 1746, y su tumba todavía se puede encontrar hoy en el cementerio de la iglesia presbiteriana de Neshaminy-Warwick. La última voluntad y testamento de Tennent está registrado en el Palacio de Justicia del Condado de Bucks. Indica que en el momento de su muerte todavía era un humilde siervo de Dios, dejando lo poco que tenía a su esposa Catherine Tennent (de soltera Kennedy). Se alega que también era propietario de esclavos, aunque el registro histórico no es concluyente.